# КЭД — странная теория света и вещества
КЭД: Странная теория света и вещества (англ. QED: The Strange Theory of Light and Matter) — адаптация для широкой публики четырёх лекций по квантовой электродинамике (КЭД), прочитанных в 1985 году американским физиком и нобелевским лауреатом Ричардом Фейнманом.
Книга написана в научно-популярном, остроумном стиле и содержит достаточно математики для того, чтобы образованные непрофессионалы могли понять достаточно просто изложенные проблемы квантовой электродинамики. Это необычно для научно-популярной книги, так как уровень математической детализации позволяет читателю решать простые задачи по оптике, которые можно найти в учебнике. В отличие от типичного учебника математика даётся в очень простых терминах, без попыток эффективного и специфического решения проблем, без использования стандартной научной терминологии или перспективы дальнейшего развития этой области. Вместо этого основное внимание уделяется формированию базового концептуального понимания того, что на самом деле происходит в подобных расчетах. Комплексные числа, например, объясняются на простом примере: читателю предлагается представить, что к субатомным частицам прикреплены крошечные часы.
Книга была впервые опубликована в 1985 году издательством Принстонского университета. На русском языке книга опубликована в 1988 году издательством «Наука» в серии «Библиотечка журнала „Квант“» (выпуск 66).

## Книга
В предисловии Фейнман написал:
Эта книга является записью лекций по квантовой электродинамике, которые я прочитал в Калифорнийском университете в Лос-Анджелесе, их транскрибировал и редактировал мой хороший друг Ральф Лейтон. На самом деле рукопись претерпела значительные изменения. Опыт г-на Лейтона в преподавании и литературной деятельности имел большое значение в попытке представить центральную часть физики более широкой аудитории.

Люди всегда спрашивают о последних достижениях, например, насколько эта теория совместима с другой теорией, и в результате они не дают нам возможности рассказать о том, в чём мы хорошо разбираемся. Они хотят знать то, чего мы сами не знаем. — Ричард Фейнман
Оригинальный текст (англ.)People are always asking for the latest developments in the unification of this theory with that theory, and they don't give us a chance to tell them anything about what we know pretty well. They always want to know the things we don't know. — Richard Feynman

Большая часть примеров, приводимых в книге, касается повседневных явлений: например, отражение света от оконного стекла. Фейнман также воздает должное деятельности Исаака Ньютона по исследованию природы света.
Лекции Фейнмана были первоначально прочитаны как лекции сэра Дугласа Робба в Университете Окленда, Новая Зеландия, в 1979 году. Видеозаписи этих лекций были обнародованы на некоммерческой основе в 1996 году, а недавно они были размещены в сети Научным фондом Vega .
Книга основана на публикации Фейнманом первой серии мемориальных лекций в память Аликса Маутнера для широкой публики в Калифорнийском университете в Лос-Анджелесе (UCLA) в 1983 году. Различия между книгой и оригинальными лекциями Окленда обсуждались в июне 1996 года в Американском журнале физики.
В 2006 году издательство Princeton University Press опубликовало новое издание с новым вступлением Энтони Зи. Он говорит о своеобразном взгляде Фейнмана на популяризацию физики и цитирует: «Согласно Фейнману, для изучения КЭД у вас есть два варианта: вы можете пройти семь лет обучения физике или прочитать эту книгу».

## Четыре лекции
1. Фотоны — корпускулы света
В первой лекции, которая служит популярным введением в тему квантовой электродинамики, Фейнман описывает основные свойства фотонов. Он обсуждает, как определить вероятность того, что фотон будет отражаться или проходить через частично отражающий кусок стекла.
2. Отражение и прохождение — квантовое поведение
Во второй лекции Фейнман рассматривает различные пути, по которым может распространяться фотон, перемещаясь из одной точки в другую, и как это влияет на такие явления, как отражение и дифракция.
3. Электроны и их взаимодействия
Третья лекция описывает квантовые явления, такие как знаменитый эксперимент с двумя щелями и принцип неопределенности Вернера Гейзенберга, тем самым описывая прохождение и отражение фотонов. В ней также представлены его знаменитые «диаграммы Фейнмана» и то, как квантовая электродинамика описывает взаимодействия субатомных частиц.
4. Нерешённые вопросы
В четвёртой лекции Фейнман обсуждает значение квантовой электродинамики и некоторые её проблемы. Затем он описывает «остальную физику», давая краткий обзор квантовой хромодинамики, слабого взаимодействия и гравитации, и то, как они связаны с квантовой электродинамикой.